# 대한민국 민법 제335조
대한민국 민법 제335조는 유치적 효력에 대한 민법 조문이다.

## 조문
제335조(유치적 효력) 질권자는 전조의 채권의 변제를 받을 때까지 질물을 유치할 수 있다. 그러나 자기보다 우선권이 있는 채권자에게 대항하지 못한다.